# ソニー・Eマウント

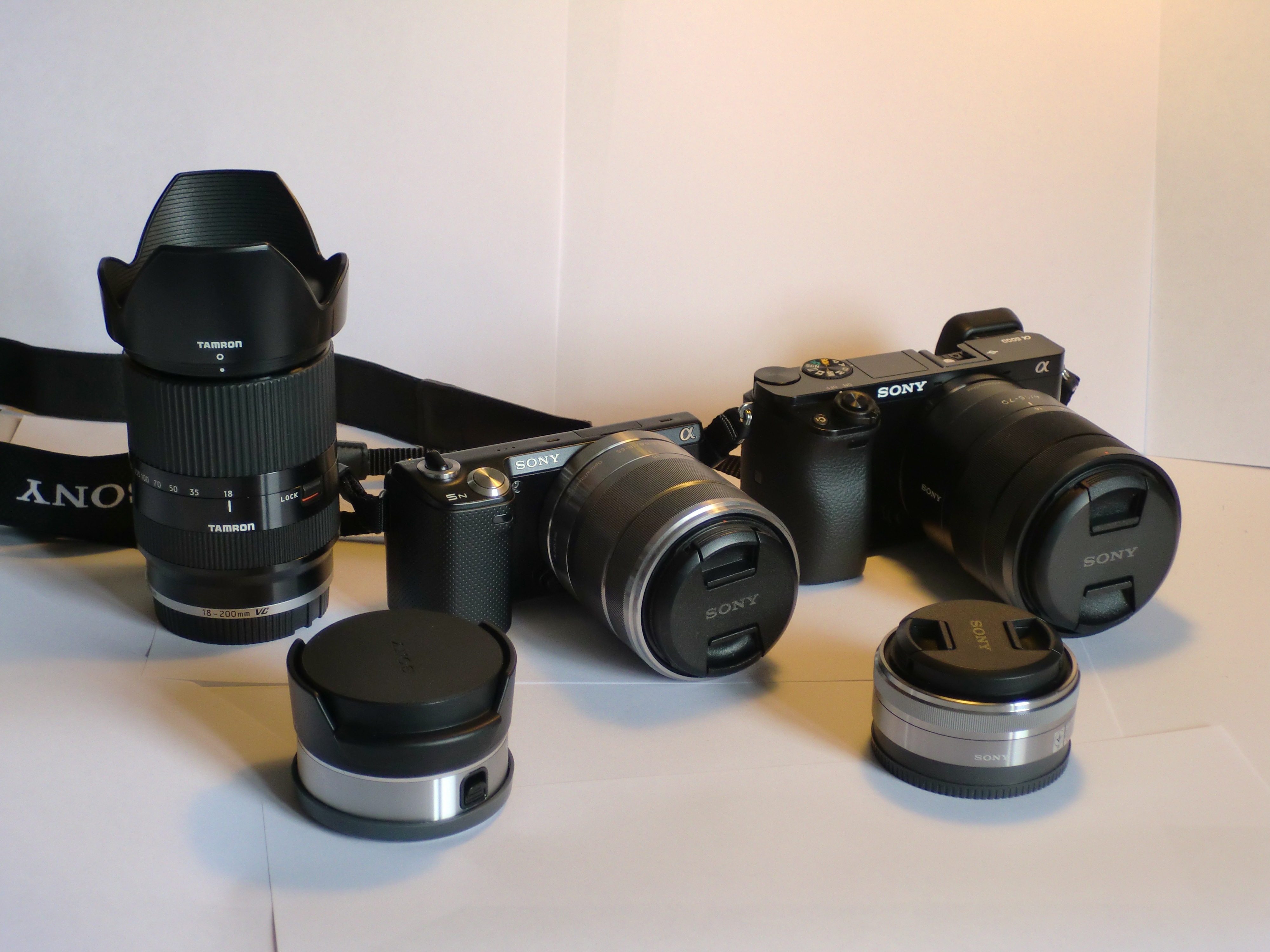
Sony Eマウントカメラとレンズ

ソニー・Eマウント （そにー・いーまうんと）とは、ソニーが自社のミラーレス一眼カメラ NEXシリーズ・αシリーズのために開発したレンズマウント規格である。口径約46.1mm（バヨネット爪の内側の径43.6mm）、フランジバック18mmで、マウント内下部に10～12点の電子接点を持つ完全電子制御マウントとなっている。APS-Cサイズおよびフルサイズセンサーに対応。一眼レフカメラよりフランジバックが短く、各種マウントアダプターが多く発売されている。また、バックフォーカスが短くできることから、特に広角レンズの設計においては自由度が高い。
α7以降のシリーズで追加されたフルサイズセンサー搭載のEマウントにはFEマウントという通称がある。品番の頭がFEになっているレンズ群が対応する。

## 歴史
※：特にメーカー名の記述がない機材はソニーのものである。

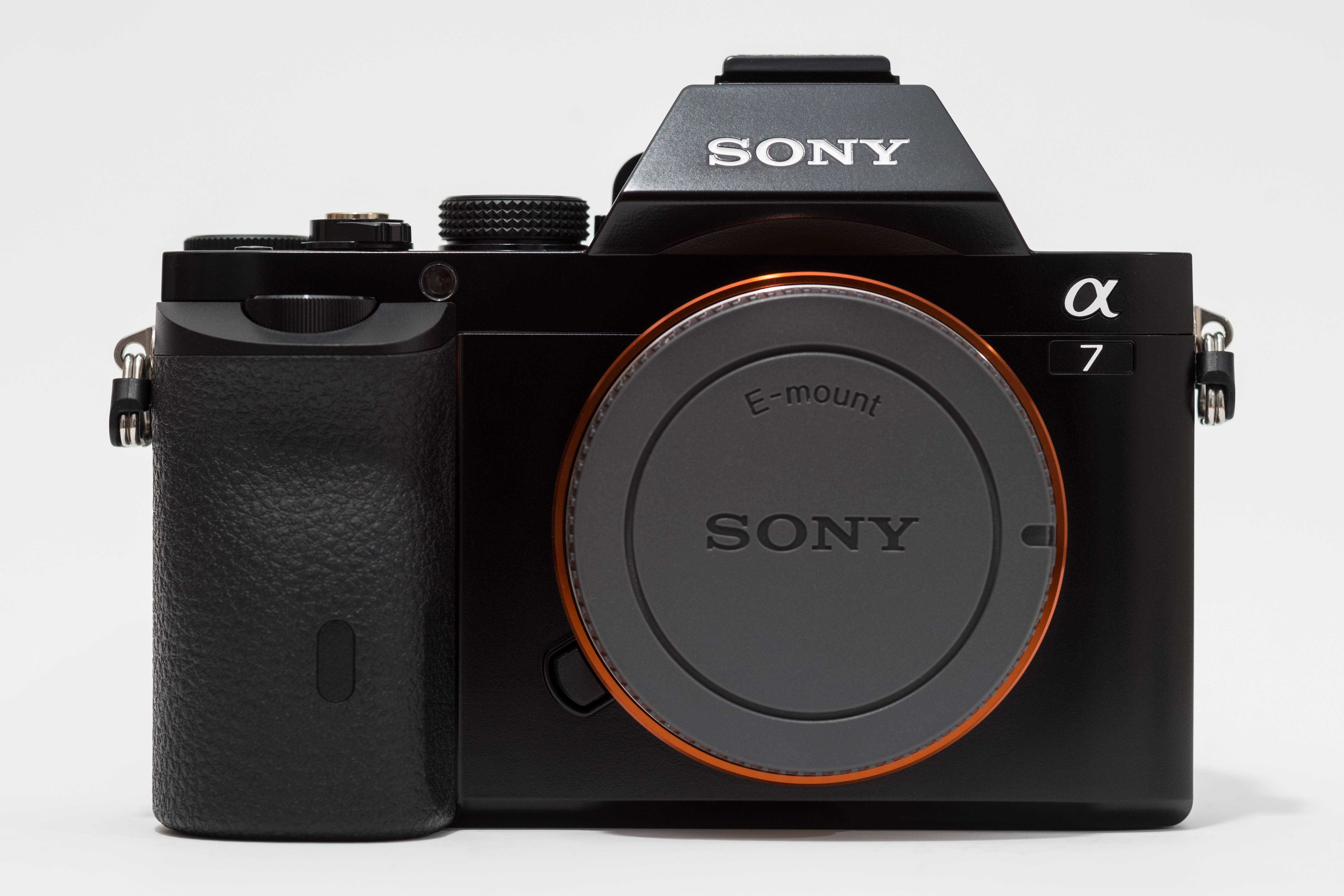
初のフルサイズミラーレスカメラα7

2008年12月 - 同社が販売していたαシリーズよりも更にコンパクトなカメラを創るという構想のもと、従来のAマウントではなく新しいマウントの開発が始まる。
2010年2月21日 - カリフォルニア州アナハイムで開催されたPMA 2010にてEマウントが発表。また、同イベントで展示されていたモックアップは同マウント規格を搭載したミラーレス一眼カメラとして2010年年6月3日にNEX-3、6月10日にNEX-5として発売された。また、同時にAマウントレンズをEマウントレンズで動作させる事を可能とする電子接点付マウントアダプターLA-EA1も発売された。
2010年9月10日 - 同マウント規格を採用したビデオカメラNEX-VG10を発売し、静止画（写真）撮影機材だけではなく動画撮影機材にも拡大する。
2011年4月1日 - 基本仕様がライセンス契約したメーカーに対しての無償開示が開始され、サードパーティメーカーの参入が加速。
2011年12月15日 - Eマウント初となるサードパーティ製のレンズがTAMRONから18-200mm F/3.5-6.3 Di III VC(B011)を発売。
2012年4月6日 - SIGMAから19mm F2.8 EX DNと30mm F2.8 EX DNが販売開始。また、同年よりMETABONESより初の他社間電子接点付マウントアダプターCanon EF to E-mount Smart Adapterが発売される。
2012年10月26日 - 初のフルサイズEマウントセンサーを使用したカムコーダNEX-VG900が発売される。
2013年2月22日 - それまで同社のキットレンズであったE 18-55mm F3.5-5.6 OSSがE PZ 16-50mm F3.5-4.5 OSSに置き換わる。また、同製品の発売が開始。
2013年5月25日 - Carl ZeissがEマウント規格に参画を表明。同年6月1日にTouit Planar 32mm F1.8とTouit Distagon 12mm F2.8が販売開始。
2013年9月20日 - 初のNEXを冠しないEマウントカメラとして海外でα3000が販売開始。
2013年10月16日 - 世界初となるフルサイズミラーレスカメラα7、α7Rが発表される。同機は11月15日に発売され、合わせてSonnar T* FE 35mm F2.8 ZAが販売。12月20日にはSonnar T* FE 55mm F1.8 ZAが販売され、FEレンズでは初めてのCarl Zeiss銘となる。また、同じ頃、焦点工房などの中国企業のEマウントレンズ参入が相次ぐようになり、オートフォーカス機構関連ではViltroxがMFレンズ以外にマウントアダプターにも参入した。
2014年2月7日 - フルサイズ用キットレンズFE 28-70mm F3.5-5.6 OSSが単品での販売を開始。翌8日にE PZ 16-50mm F3.5-4.5 OSSに対応するズームレバーを備えたNEX-3系、NEX-5系の後継機となるα5000が発売。
2014年3月14日 - NEX-6系、NEX-7系の後継機となる当時世界最速のオートフォーカススピードを謳ったα6000が販売を開始。これにより、以降の機種にはNEX銘を冠しない事となる。
2014年3月20日 - 初のフルサイズ用GレンズとしてFE 70-200mm F4 G OSSが発売される。
2014年10月23日 - 業務用カムコーダーとして初めてEマウント規格を採用したPXW-FS7が販売開始。4K映像の録画にも対応。
2014年12月4日 - 韓国のレンズメーカーSAMYANG（三洋オプティクス）がEマウント規格に参画。
2014年12月19日 - FE PZ 28-135mm F4 G OSSが販売開始。PXW-FS7Kに付属する。
2015年6月26日 - フルサイズ用レンズとして初のマクロレンズとなるFE 90mm F2.8 Macro G OSSが販売開始。
2015年7月31日 - Carl ZeissからBatis Distagon 25mm F2とBatis Sonnar 85mｍ F1.8が発表される。25mm F2はEマウント対応のDistagon銘として初めてAFで駆動する。
2016年2月19日 - 従来ソニーがハイエンドユーザ向けレンズとしていたGレンズよりも更に上位グレードモデルとしてG-Masterレンズを発表。略称としてレンズ銘にGMを冠し、FE 24-70mm F2.8 GM、FE 85mm F1.4 GM、 FE 70-200mm F2.8 GM OSSの3本が発表される。24-70mm F2.8 GMと85mm F1.4 GMは4月28より販売開始。70-200mm F2.8 GMは6月とアナウンスされていたが同年9月26日に延期された。
2016年2月23日 - SIGMAが同社のSAマウント用レンズおよびCanon EFマウントにおける自社レンズ対応を名目として電子接点付マウントアダプターMC-11を発表。
2016年5月26日 - Cosina、VoigtlanderがEマウント規格に参画。Eマウント規格として最も広角に属する10mmのレンズを販売。
2016年12月9日 - SAMYANGよりAF 50mm F1.4 FEが発表され、同月16日に販売。同社のレンズとして初のオートフォーカス機構を搭載したレンズとなり、同社初のAFレンズがEマウントによる発売であった。
2017年1月26日 - TokinaからFiRIN 20mm F2 FE MFが販売開始。9月8日、6K撮影可能なフルサイズセンサー搭載のCineAltaカメラ「Venice（MPC-3610）」を発表。
2017年2月19日 - STFを採用したFE 100mm F2.8 STF GM OSSが販売開始。
2017年5月26日 - 積層型CMOSを搭載したα9を発売。ローリングシャッター現象による歪みを低減したアンチディストーションシャッターを搭載。
2018年2月27日 - SIGMAが50mm F1.4 DG HSMをはじめとするArtラインの7本のレンズを、Eマウントへ対応することを発表。販売は5月以降から。同日、TAMRONがフルサイズ対応レンズである28-75mm F/2.8 Di III RXD（Model A036）を販売開始。
2018年6月28日 - 初の大口径超望遠レンズFE 400mm F2.8 GM OSSが発表される。翌月から販売開始。
2019年6月12日 - FE 600mm F4 GM OSS、FE 200-600mm F5.6-6.3 G OSSを発表。
2019年8月8日 - Viltroxが同社製Eマウントレンズとしては初となるオートフォーカス機構を搭載したPFU RBMH 85mm F1.8 STMを販売開始。
2020年4月7日 - 中国のレンズメーカーYONGNUOが同社初となるEマウント用オートフォーカス機構を搭載したAPS-CレンズYN50mm F1.8S DA DSMの販売開始。
2020年9月15日 - フルサイズ最軽量を謳うα7C発表。
2021年3月19日 - ディストーションフリーの電子シャッターと5000万画素のセンサーで秒30コマを実現した、フラッグシップ機であるα1が発売。
2021年4月23日日、Eマウントレンズ60本目であるFE 50mm F1.2 GMが発売。
2021年9月17日 - VLOGCAM ZV-E10が発売。同年9月17日から販売開始。11月ごろから慢性的な半導体などの供給不足が続いており、12月23日付けでα6600、α7C、VG-E10の受注停止とα6100、α7Ⅱの生産終了がアナウンスされる。
2021年12月17日 - α7Ⅳが発売。

## Eマウント採用のミラーレス一眼カメラ
- ソニー NEXシリーズ (2010年6月3日 - 2014年12月31日[注釈 1])

- ソニー αシリーズ (2013年9月20日 - 現在)

## Eマウント採用のその他のカメラ

### 業務用カムコーダ
- NEX-EA50 - APS-Cセンサーー搭載
- NEX-FS100 - スーパー35mmセンサー搭載
- NEX-FS700 - スーパー35mmセンサー搭載
- NEX-FS700R - スーパー35mmセンサー搭載
- PXW-FS5 - スーパー35mmセンサー搭載
- PXW-FS5II - スーパー35mmセンサー搭載
- PXW-FS7 - スーパー35mmセンサー搭載
- PXW-FS7II - スーパー35mmセンサー搭載
- ILME-FX3 - フルサイズセンサー搭載
- ILME-FX6V - フルサイズセンサー搭載
- PXW-FX9 - フルサイズセンサー搭載
- ILME-FR7 - フルサイズセンサー搭載、レンズ交換式旋回型カメラ

### シネアルタ
- MPC-3610（VENICE） - フルサイズセンサー搭載

### ネットワークカメラ（防犯カメラ/セキュリティーカメラ）
- UMC-S3C
- SNC-VB770

### インテグレーション専用カメラ（ドローン搭載用カメラ）
- ILX-LR1 - 有効画素数6100万画素のフルサイズセンサー搭載。重さ約243gを実現。

## Eマウント採用の交換レンズ

### レンズに表記される略号
Eマウント採用のソニー純正交換レンズには、以下の略号が含められている場合がある。それらの略号と意味を列挙する。
| E         | 標準的なEマウントレンズを意味する号。イメージサークルは「APS-C」および「スーパー35」に対応。 |
| FE        | 「Full-frame E-mount」を意味し、その名の通りイメージサークルは35mmフルサイズに対応。上記「E」との区別が必要な場合は、レンズのモデルネームの語尾に「F」を冠する場合がある（下記のSELにて後述。） |
| SEL       | 純正Eマウントレンズのモデルネームに必ず冠する号。「Sony E-mount Lens」の意味。単焦点レンズの場合、焦点距離とF値のカンマ抜き数値で続く（例：SEL85F18）。ズームレンズの場合、最広角焦点距離と最望遠焦点距離の数値で続く（例：SEL55210）。「E」にも同じ焦点距離、F値のレンズが存在する「FE」レンズの場合、語尾に「F」が入る（例：SEL50F18F）。 |
| G         | ミノルタ時代より続く上位レンズに冠する号。由来は「Gold」の頭文字から。モデルネームの語尾にも付く。 |
| GM        | 上記のGレンズより更に上位の高級レンズに冠する号。「Gold Master」の頭文字から。モデルネームの語尾にも付く。 |
| LE        | 2012年に登場したSony E 18-200mm F3.5-6.3 OSS LEのみに冠する号。「Light Edition」の略で、同じ光学系で2010年に登場したSONY E 18-200mm F3.5-6.3 OSSよりも64gの軽量化を行ったため。モデルネームの語尾にも付く。 |
| OSS       | レンズ内手ブレ補正機構を内蔵するレンズに冠する号。「Optical SteadyShot」の略。 |
| PZ        | モーター駆動式ズームレンズに冠する号。「Power Zoom」の頭文字からの略称。モデルネームにはPが入る（例：SELP1650）。 |
| STF       | アポダイゼーション光学エレメントを採用し、美しいボケ描写を実現したレンズに冠する号。「Smooth Transfer Focus」の頭文字からの略称。 |
| LA-EA     | AマウントレンズをEマウントレンズに介する電子接点付マウントアダプターに付けられる号。「Lens Adapter - E-mount A-mount」を意味する。 |
| TC        | テレコンバージョンレンズに冠する号。「Tele Converter」の略。モデルネームのTCの前に付く数値はテレコンの倍率のカンマ抜き（例：SEL14TC = 1.4倍テレコン）。 |
| ECU , UWC | ECUは「E-mount Converter Ultra wide」の略。UWCは「Ultra Wide Converter」の略。モデルネームがUWCでSELを冠するようになったが、ECUはそれまでソニーがハンディカム等で販売していたワイドコンバージョンレンズのモデルネームに付けられていた経緯からVCL（Vision Conversion Lens）を冠していた。                                                    |
| ECF , FEC | ECFは「E-mount Converter Fisheye」の略。FECは「FishEye Converter」の略。上記と同様の理由でモデルネームがFECでSELを冠するようになったが、ECFも当時のモデルネームに付けられていた経緯からVCL（Vision Conversion Lens）を冠していた。 |
| ZA        | ソニー純正ツアイスレンズに冠する号。「Zeiss α（Alpha）」から。モデルネームには語尾に「Z」が入る（例：SEL55F18Z）。 |
| T*        | 純正ツアイスレンズに付けられる特製コーティング。「Tコーティング」または「Tスター」とも呼ばれる。 |

### G-Master

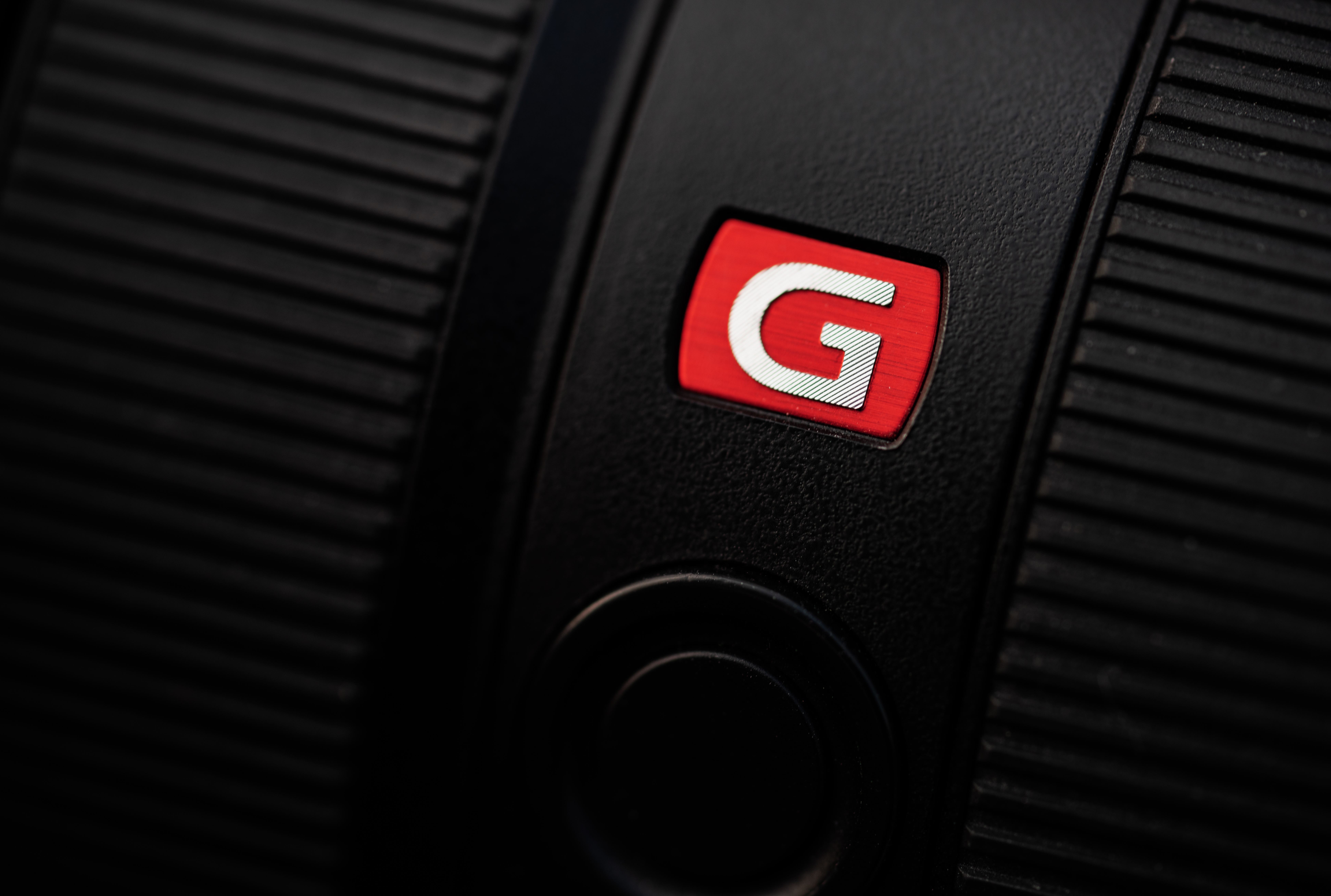
G-Masterのロゴ（レンズはFE 24-70mm f2,8 GM）

SONYが展開する最上級のレンズ群。Gレンズ群より上位に位置付けられる。高解像とボケの両立を目指し、絞り開放から高い描写性能を有するのが特徴である。

#### フルサイズ対応 単焦点レンズ
- FE 14mm F1.8 GM
- FE 24mm F1.4 GM - 開放F値が1.4でその割にはコンパクトながらも、コマ収差が小さい。
- FE 35mm F1.4 GM - 開放F値が1.4でその割にはコンパクト。
- FE 50mm F1.2 GM - 開放F値が1.2の大口径レンズ。
- FE 50mm F1.4 GM - 開放F値が1.4でその割にはコンパクト。
- FE 85mm F1.4 GM
- FE 85mm F1.4 GM II
- FE 100mm F2.8 STF GM OSS - アポダイゼーションエレメントを内蔵し、自然なボケを実現している[9]。
- FE 135mm F1.8 GM
- FE 300mm F2.8 GM OSS
- FE 400mm F2.8 GM OSS
- FE 600mm F4 GM OSS

#### フルサイズ対応 ズームレンズ
- FE 12-24mm F2.8 GM
- FE 16-35mm F2.8 GM
- FE 16-35mm F2.8 GMⅡ
- FE 24-70mm F2.8 GM
- FE 24-70mm F2.8 GMⅡ - FE 24-70mm F2.8 GM より軽量化を実現。
- FE 28-70mm F2 GM
- FE 70-200mm F2.8 GM OSS - 2016年に市場に初めて投入されたGMレンズ。
- FE 70-200mm F2.8 GM OSS Ⅱ - FE 70-200mm F2.8 GM OSSより軽量化を実現。
- FE 100-400mm F4.5-5.6 GM OSS

### G

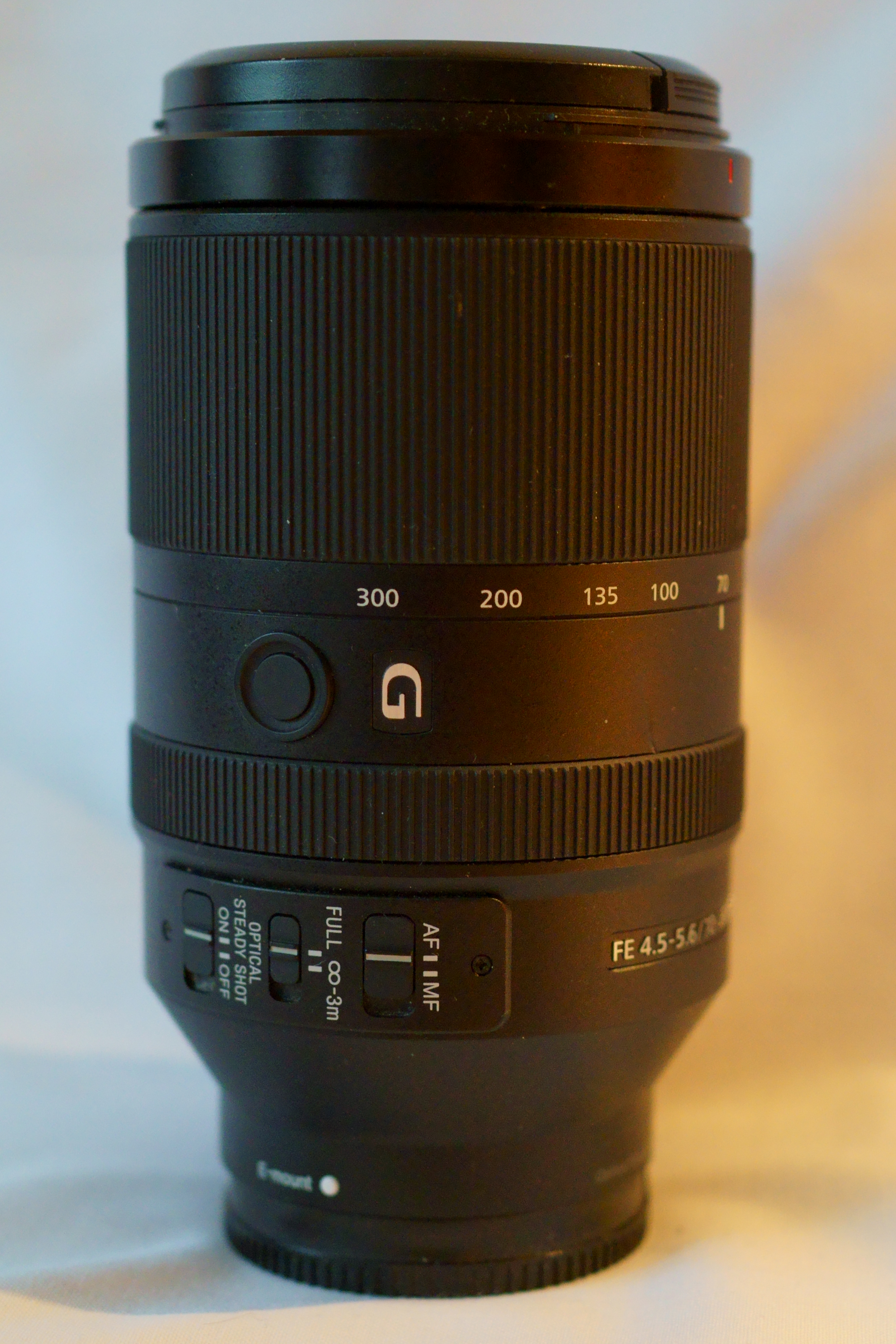
Gレンズ（レンズは FE 70-300 FE4.5-5.6 G OSS）

SONYが展開する上級のレンズ群。Carl Zeissブランドと双璧を成す。コニカミノルタ時代により長年培われたレンズ技術を継承している。

#### フルサイズ対応 単焦点レンズ
- FE 20mm F1.8 G
- FE 24mm F2.8 G
- FE 40mm F2.5 G
- FE 50mm F2.5 G
- FE 90mm F2.8 Macro G OSS - 等倍マクロレンズ。

#### フルサイズ対応 ズームレンズ
- FE 12-24mm F4 G
- FE 16-25mm F2.8 G - 小型でF2.8通しを実現した広角ズームレンズ。
- FE PZ 16-35mm F4 G - リニアモーターを利用したパワーズーム搭載のズームレンズ。
- FE C 16-35mm T3.1 G - FE 16-35mm F2.8 GMの光学系を利用したプロフェッショナル用シネマレンズ。
- FE 20-70mm F4 G - 広角端20mmを実現した標準ズームレンズ。
- FE 24-50mm F2.8 G - 小型でF2.8通しを実現した標準ズームレンズ。
- FE 24-105mm F4 G OSS
- FE PZ 28-135mm F4 G OSS - フルサイズ対応のシネマレンズ。
- FE 70-200mm F4 G OSS - 2013年に市場に初めて投入されたGレンズ。
- FE 70-200mm F4 Macro G OSS II - ズーム全域最大撮影倍率0.5倍のマクロ撮影が可能。
- FE 70-300mm F4.5-5.6 G OSS
- FE 200-600mm F5.6-6.3 G OSS

#### APS-C専用 単焦点レンズ
- E 15mm F1.4 G - 画角は35mm換算で22.5mm相当。

#### APS-C専用 ズームレンズ
- E PZ 10-20mm F4 G - リニアモーターを利用したパワーズーム搭載のズームレンズ。画角は35mm換算で15-30mm相当。

- E 16-55mm F2.8 G - 画角は35mm換算で24-82.5mm相当。

- E PZ 18-105mm F4 G OSS - 側面にズームレバーを備える。画角は35mm換算で27-157.5ｍｍ相当。
- E PZ 18-110mm F4 G OSS - シネマレンズ。画角は35mm換算で27-165ｍｍ相当。
- E 70-350mm F4.5-6.3 G OSS - 画角は35mm換算で105-525mm相当。

### Carl Zeiss

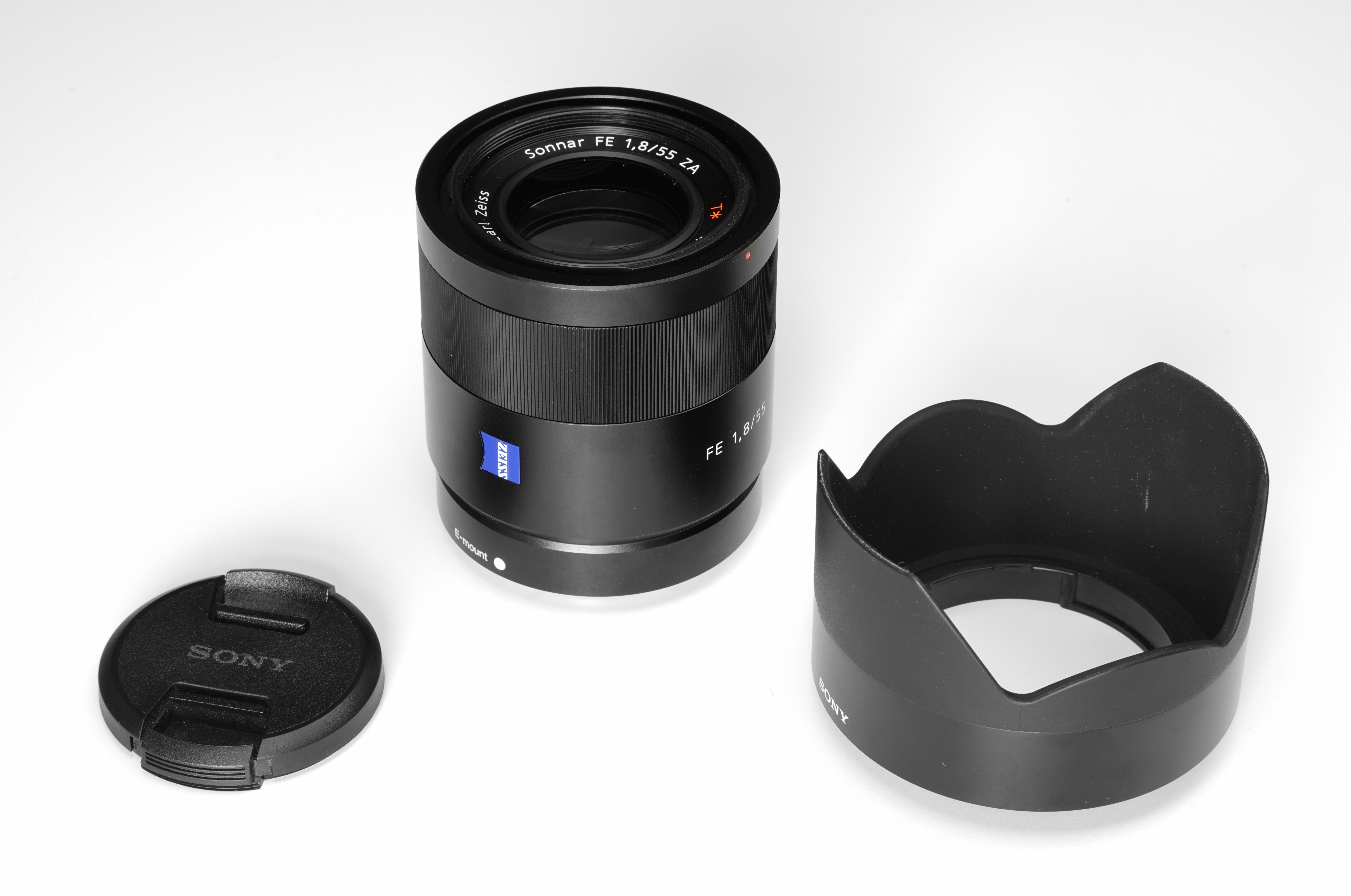
Carl Zessレンズ（レンズは Sonnar T* FE 55mm F1.8 ZA）

ドイツCarl Zeissブランドのレンズ群。いずれかのレンズ面にT*コーティングを施し、高い品質管理がなされている。いずれのレンズもAFに対応しているのが特徴である。

#### フルサイズ対応 単焦点レンズ
- Distagon T* FE 35mm F1.4 ZA
- Sonnar T* FE 35mm F2.8 ZA
- Planar T* FE 50mm F1.4 ZA
- Sonnar T* FE 55mm F1.8 ZA

#### フルサイズ対応 ズームレンズ
- Vario-Tessar T* FE 16-35mm F4 ZA OSS
- Vario-Tessar T* FE 24-70mm F4 ZA OSS

#### APS-C専用 単焦点レンズ
- Sonnar T* E 24mm F1.8 ZA - APS-Cフォーマット専用レンズ。画角は35mm換算で36mｍ相当。

#### APS-C専用 ズームレンズ
- Vario-Tessar T* E 16-70mm F4 ZA OSS - APS-Cフォーマット専用レンズ。画角は35mm換算で24-105ｍｍ相当。

### その他
上記の銘品より安価。小型のレンズが多い。

#### フルサイズ対応 単焦点レンズ
- FE 28mm F2 - レンズのフロント部に専用のコンバーターを取り付けることが可能。
- FE 35mm F1.8
- FE 50mm F1.8
- FE 50mm F2.8 Macro - 等倍マクロレンズ。
- FE 85mm F1.8

#### フルサイズ対応 ズームレンズ
- FE 24-240mm F3.5-6.3 OSS
- FE 28-70ｍｍ F3.5-5.6 OSS - キットレンズとして、ILCE-7K・ILCE-7M2K・ILCE-7M3Kに付属している。

#### APS-C専用 単焦点レンズ
- E 11mm F1.8 - 画角は35mm換算で16.5 mm相当。
- E 16mm F2.8 - NEX-シリーズでは末尾にDとAがつくものに付属(ILCE-には付属しない)。画角は35mm換算で24ｍｍ相当。NEX-5に合わせて鏡筒が銀色のヘアライン仕上げになっている。
- E 20mm F2.8 - Eマウント対応のレンズで最薄を謳う。画角は35mm換算で30mm相当。
- E 30mm F3.5 Macro - 画角は35mm換算で45mm相当。NEX-5に合わせて鏡筒が銀色のヘアライン仕上げになっている。
- E 35mm F1.8 OSS - 画角は35mm換算で52.5mm相当。
- E 50mm F1.8 OSS - 画角は35mm換算で75mm相当。黒色ヘアライン仕上げと銀色ヘアライン仕上げの2種類がある。

#### APS-C専用 ズームレンズ
- E 10-18mm F4 OSS - 画角は35mm換算で15-27mm相当。
- E 18-50mm F4-5.6 - 画角は35mm換算で27-75mm相当。2014年3月に海外で販売されたα3500のレンズキットに付属する。日本未発売。販売終了。
- E PZ 16-50mm F3.5-5.6 OSS - NEX-5R[12]・NEN-6[13]とそれ以降のNEX-/ILCE-レンズキットに付属する。画角は35mm換算で24-75mm相当。デジタル補正技術を用い携帯性の高い薄型の設計になっている。
- E 18-55mm F3.5-5.6 OSS - NEX-5D[14]/NEX-5K[15]・NEX-3D[16]/NEX-3K[17]・NEX-5NY[18]/NEX-5ND[19]/NEX-5NK[20]・NEX-C3D[21]/NEX-C3K[22]・NEX-F3Y/NEX-F3K[23]・NEX-7K[24]に付属する。画角は35mm換算で27-82.5mm相当。標準色は銀色だがNEX-7Kに付属する個体のみ黒色のものがある。販売終了。
- E 18-135mm F3.5-5.6 OSS - ILCE-6300M[25]・ILCE-6400M[26]・ILCE-6500M[27]・ILCE-6600M[28]に付属する。画角は35mm換算で27-202.5mm相当。
- E 18-200mm F3.5-6.3 OSS - NEX-VG10[29]、NEX-VG20 H[30]に付属する。画角は35mm換算で下記2点と同一の27-300mm相当。広角端で非常に高い手ブレ補正機構であるアクティブ手ブレ補正に対応。NEX-5に合わせて鏡筒が銀色のヘアライン仕上げになっている。
- E PZ 18-200mm F3.5-6.3 OSS - NEX-VG30 H[31]に付属する。上記のE18-200mmF3.5-6.3OSSをベースに電動化したもの。広角端で非常に高い手ブレ補正機構であるアクティブ手ブレ補正に対応。
- E 18-200mm F3.5-6.3 OSS LE - 18-200mm F/3.5-6.3 Di Ⅲ VC[32]のOEMと見られる。
- E 55-210mm F4.5-6.3 OSS - NEX-5NY以降のダブルズームキットに付属する。画角は35mm換算で82.5-315ｍｍ相当。

### コンバーターレンズ
マスターレンズのリア部・フロント部に取り付けることで，焦点距離を変えることが可能。

#### テレコンバーターレンズ
- SEL14TC - テレコンバーター。焦点距離を1.4倍にする。FE 70-200mm F2.8 GM OSS、FE 100-400mm F4.5-5.6 GM OSS、FE 200-600mm F5.6-6.3 G OSS、FFE 400mm F2.8 GM OSS、FE 600mm F4 GM OSSに対応。
- SEL20TC - テレコンバーター。焦点距離を2.0倍にする。FE 70-200mm F2.8 GM OSS、FE 100-400mm F4.5-5.6 GM OSS、FE 200-600mm F5.6-6.3 G OSS、FFE 400mm F2.8 GM OSS、FE 600mm F4 GM OSSに対応。

#### FE28mmF2用コンバーターレンズ
- SEL057UWC - FE 28mm F2専用のフィッシュアイコンバーター。装着後の焦点距離は16mm(画角は35mm換算で24mm相当)。
- SEL075UWC - FE 28mm F2専用のウルトラワイドコンバーター。装着後の焦点距離は21mm(画角は35mm換算で31.5mm相当)。

#### E16mmF2.8、E20mmF2.8用コンバーターレンズ
- VCL-ECF2 - E16mmF2.8、E20mmF2.8用のフィッシュアイコンバーター。焦点距離を0.65倍にする。
- VCL-ECF1 - E16mmF2.8、E20mmF2.8用のフィッシュアイコンバーター。焦点距離を0.65倍にする。販売終了。
- VCL-ECU2 - E16mmF2.8、E20mmF2.8用のウルトラワイドコンバーター。焦点距離を0.8倍にする。
- VCL-ECU1 - E16mmF2.8、E20mmF2.8用のウルトラワイドコンバーター。焦点距離を0.8倍にする。販売終了。

## メーカー純正マウントアダプター

### Aマウントレンズ対応マウントアダプター
トランスルーセントミラー・テクノロジー搭載のものでは、マウントアダプター内にトランスルーセントミラー（ハーフミラー）と位相差センサーを内蔵しており、コントラスト検出方式オートフォーカス非対応レンズであっても位相差検出方式によるオートフォーカスが利用できる。
- LA-EA5 - フルサイズ対応、レンズ駆動モーターを内蔵。
- LA-EA4 - フルサイズ対応、トランスルーセントミラー・テクノロジー搭載、レンズ駆動モーターを内蔵。
- LA-EA3 - フルサイズ対応、販売終了。
- LA-EA2 - APS-Cサイズカメラ専用、トランスルーセントミラー・テクノロジー搭載、レンズ駆動モーターを内蔵、販売終了。
- LA-EA1 - APS-Cサイズカメラ専用、販売終了。

### B4マウント(ENGマウント)レンズ対応マウントアダプター
B4マウント(ENGマウント)レンズのイメージサークルの都合上、Imager Scan Modeを2K Centerにして撮影するため、HD撮影のみ可能となる。それぞれ各カメラに対応した別売りのオプションキットを併用することでレンズへの電源供給が可能となり、電源供給可能かつシリアルデジタル通信対応レンズであれば、電動ズームやオートアイリス、自動色収差補正、ズーム、フォーカス位置表示などの様々な機能が利用できる。
- LA-FZB1 - 業務用マウントアダプター。CineAltaカメラであるPMW-F55、F5用。2/3インチサイズのイメージサークルを持つB4マウント(ENGマウント)レンズがEマウントで使用可能になる。自動色収差補正搭載。別売のデマンドコンバーターボックスCBK-DCB01を併用することによってレンズへの電源供給が可能。
- LA-EB1 - 業務用マウントアダプター。2/3インチサイズのイメージサークルを持つB4マウント(ENGマウント)レンズに使用可能。EマウントカムコーダであるPXW-FS7、FS7 II用。別売のEFPスタイルビルドアップキットであるCBK-FS7BKと併用することによってレンズへの電源供給が可能。

## Eマウント採用のサードパーティーの交換レンズ
- タムロン

- シグマ製
- Carl Zeiss

- Voigtlander

- トキナー

- サムヤン

- ラオワ

- SIRUI

- 中一光学